# Dżarada
Dżarada (arab. جرادة, fr. Jerada) – miasto w północno-wschodniej części Maroka, w zachodniej części pasma górskiego Atlas Tellski, ośrodek administracyjny prowincji Dżarada w Regionie Wschodnim.
Miasto liczy 10 000 mieszkańców. Jest ważnym ośrodkiem wydobycia antracytu.
Źródło: Portal Wiedzy